# Lębork (stacja kolejowa)
Lębork – stacja kolejowa w Lęborku, w województwie pomorskim, w Polsce. Według klasyfikacji PKP ma kategorię dworca regionalnego. Stacja w Lęborku jest obsługiwana przez pociągi PKP Intercity, Polregio oraz trójmiejskiej SKM.

## Ruch pasażerski
| Rok  | Wymiana roczna | Wymiana pasażerska na dobę | miejsce w Polsce |
| ---- | -------------- | -------------------------- | ---------------- |
| 2017 | 1 720 000      | 4 700                      | 53               |
| 2018 | 2 190 000      | 6 000                      | 51               |
| 2019 | 2 380 000      | 6 500                      | 40               |
| 2020 | 659 000        | 1 800                      |                  |
| 2021 | 584 000        | 1 600                      |                  |
| 2022 |                | 1 500                      |                  |
| 2023 |                | 1700                       | 242              |

## Lokomotywownia
W przeszłości (od ok. 1870) w Lęborku mieściła się parowozownia. Do 1945 był to Zakład Kolejowy Lębork (Bahnbetriebswerk Lauenburg/Pom - Lng), zarządzany przez Dyrekcję Kolejową Rzeszy w Szczecinie (Reichsbahndirektion - RBD Stettin) i zatrudniający szacunkowo około 50 pracowników. Od lat 50. parowozownia należała do DOKP Gdańsk. Z czasem zostaje przekształcona w lokomotywownię — w latach 1975-1983 podległą lokomotywowni w Słupsku (DOKP Szczecin), a następnie lokomotywowni w Gdyni (DOKP Gdańsk).

## Wagonownia
Punkt napraw wagonów, funkcjonujący w ramach lokomotywowni od czasów przed II wojną światową, od 1956 funkcjonował w strukturze wagonowni w Gdyni. W latach 1975–1983 podlegał wagonowni w Słupsku i w tym czasie przekształcony w Oddział Napraw Wagonów. W kolejnych latach został przekazany wagonowni w Gdyni-Porcie. W latach 90. lokomotywownię i wagonownię zlikwidowano, również fizycznie.

## Modernizacja
W kwietniu 2013 rozpoczęła się gruntowna modernizacja dworca. Całkowitemu odnowieniu został poddany budynek dworca oraz infrastruktura przydworcowa (peron 1, parkingi). Inwestycję zakończono w czerwcu 2014. Wkrótce potem przedłużono przejście podziemne z peronu 3 do ul. Żeromskiego (wcześniej tunel łączył tylko perony 1, 2 i 3 z budynkiem dworca).

## Galeria

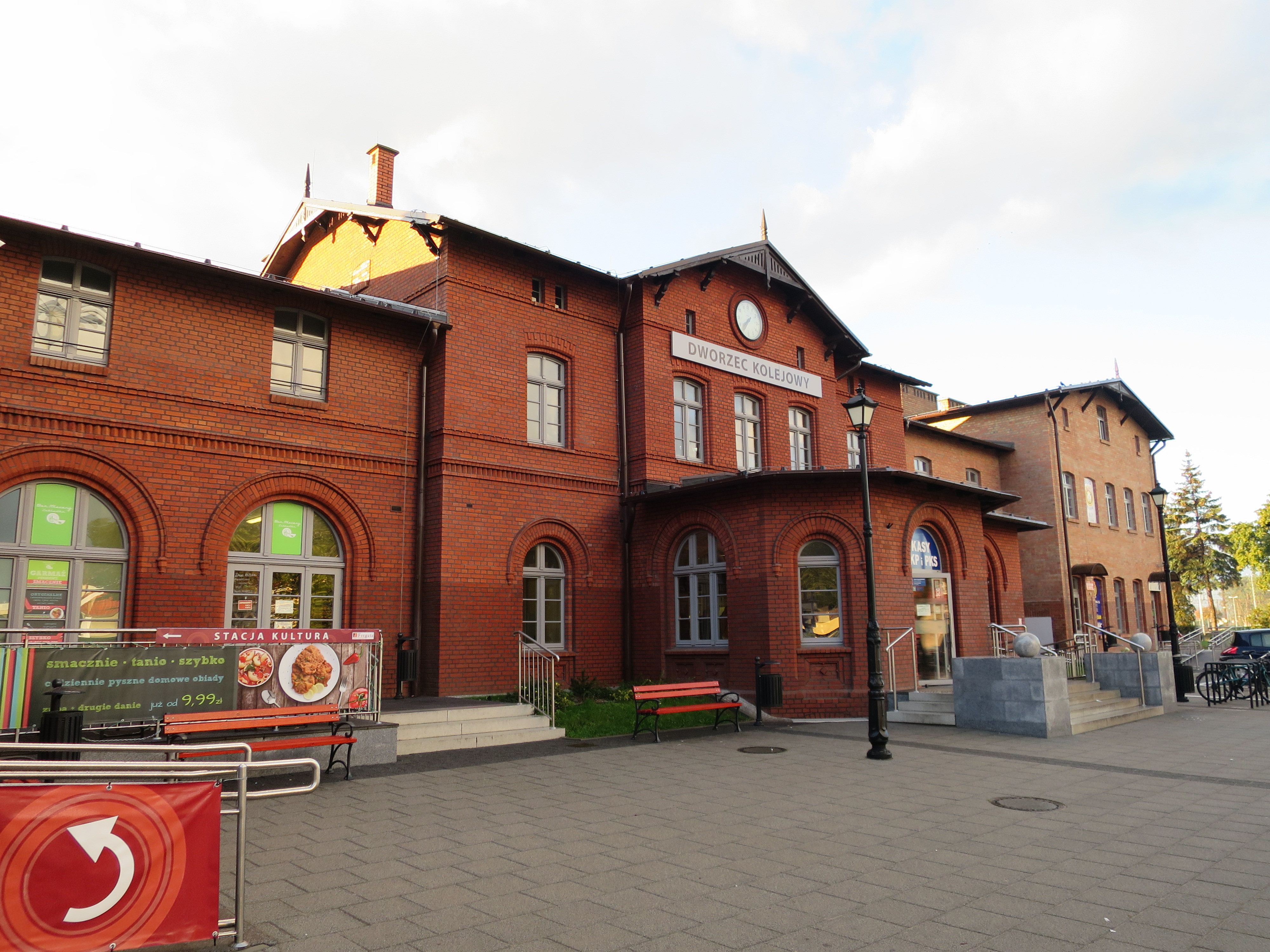
Dworzec od strony miasta
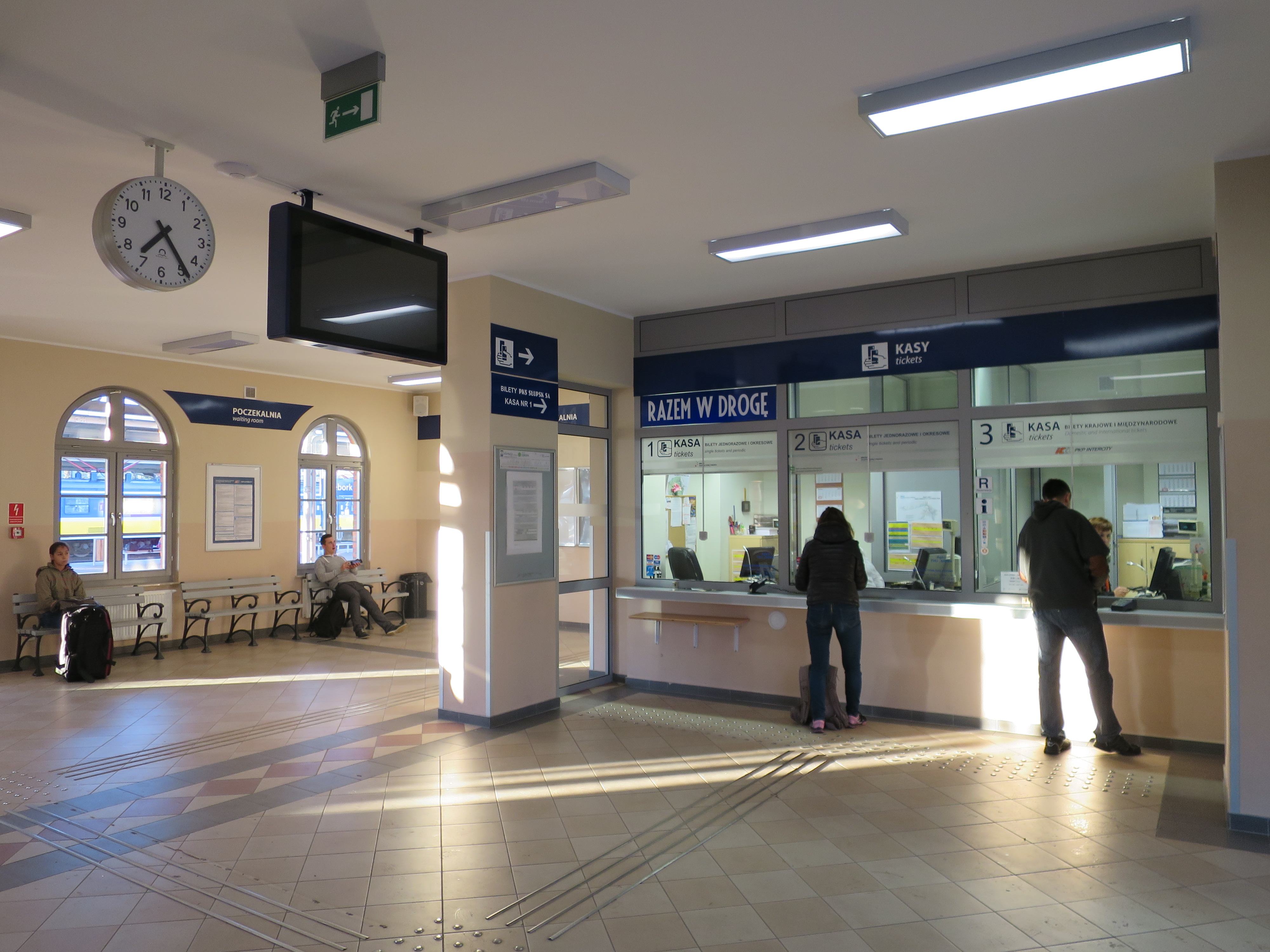
Kasy i poczekalnia
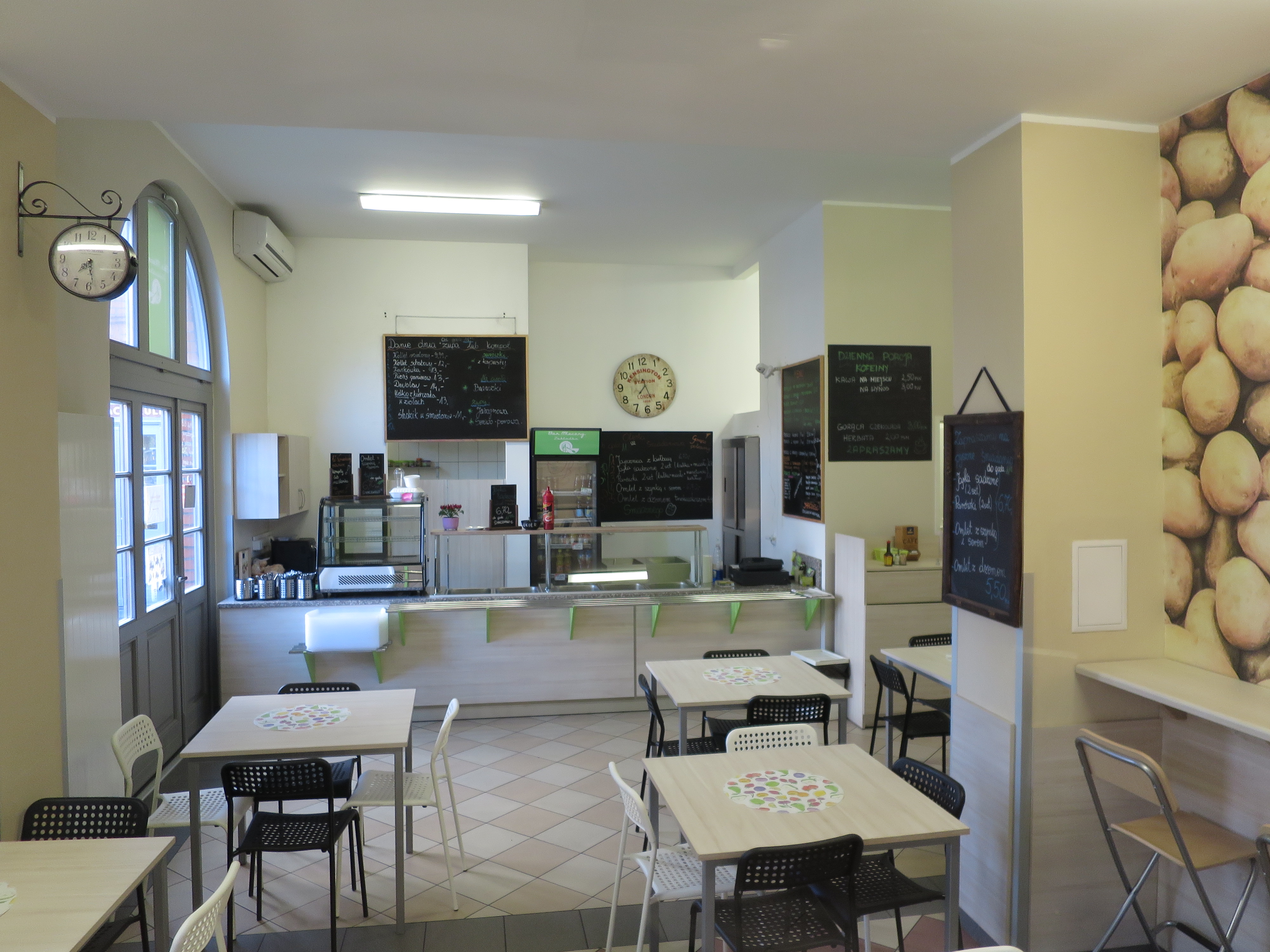
Bar dworcowy
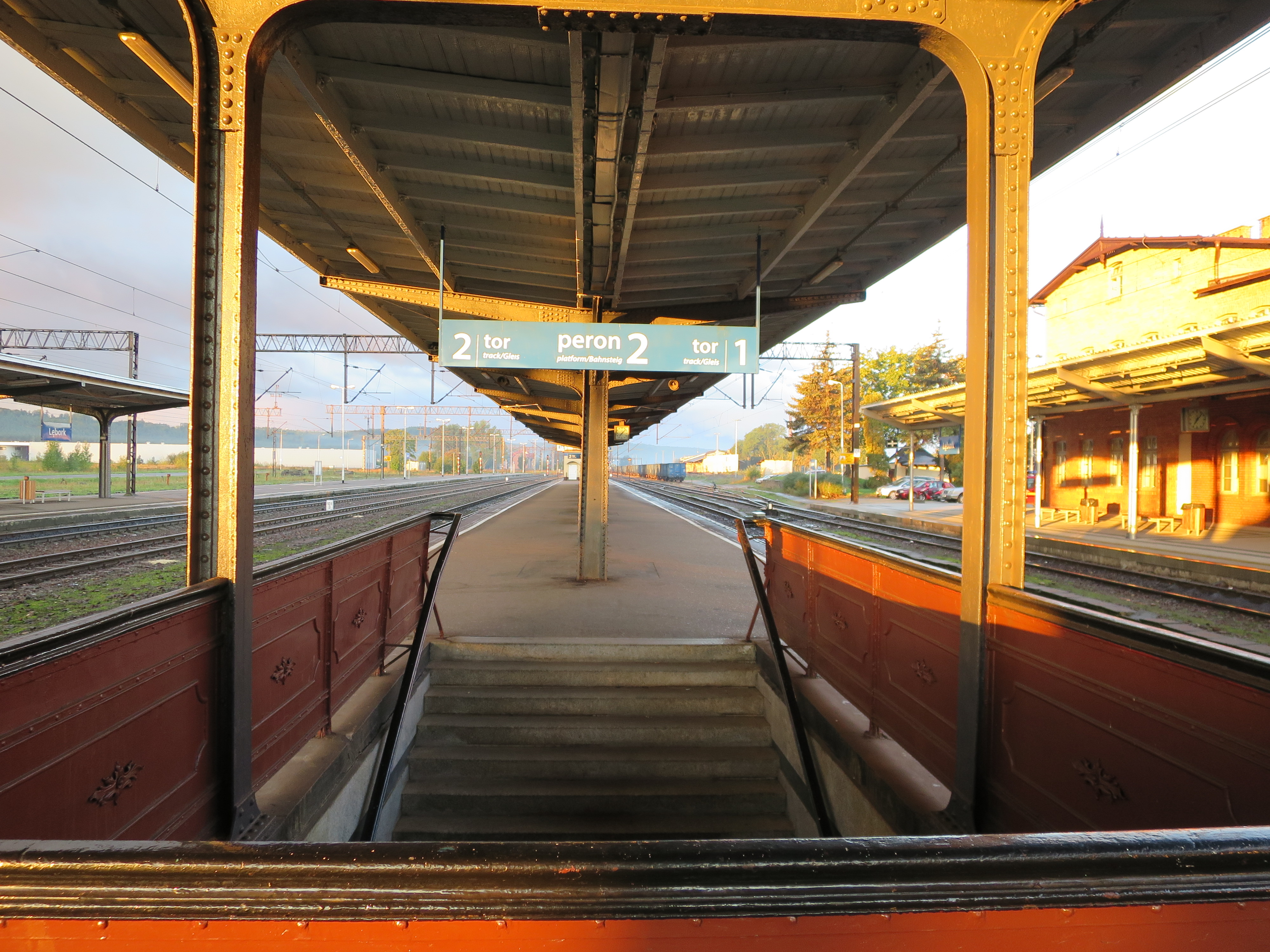
Perony